# 8,8 cm KwK 43
El KwK 43 L/71 era un cañón de tanque calibre 88 mm utilizado por el Heer durante la Segunda Guerra Mundial. La versión remolcada se conoce como PaK 43, y esta denominación se aplicó también a versiones del arma montadas en diferentes blindados.

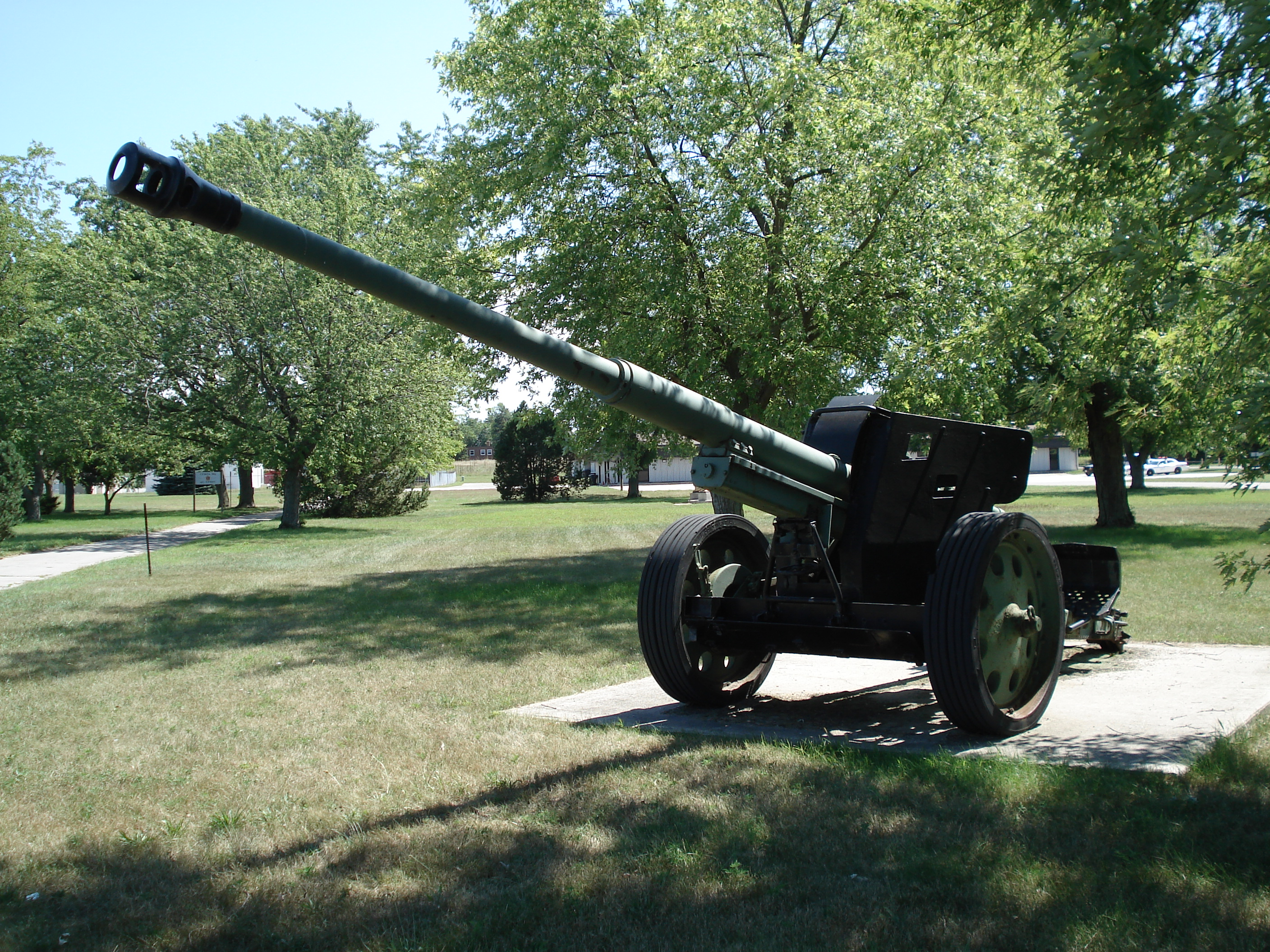
Cañón PaK 43/41 en el Museo militar de la Base Borden, Ontario, Canadá.

Este era el armamento principal del tanque pesado Tiger II y de cazatanques como el Jagdpanther, Elefant y Nashorn, que fue el primer vehículo en incorporar el KwK/PaK 43. Los primeros ejemplares se fabricaban sobre la base de un solo tubo, pero hacia el final de la guerra se simplificó el proceso seccionándolo en dos. Esto no tenía efecto en el rendimiento del arma.
Con una longitud de 6,2 metros, era más largo que el anterior KwK 36 del Tiger I y usaba una munición con vaina de 82 cm de largo que era considerablemente más potente; con mayor carga propelente. La munición era completamente intercambiable entre todas las versiones de la serie PaK 43/KwK 43. Esta serie incluía al PaK 43 (con afuste cruciforme), PaK 43/41 (montado en un afuste con dos ruedas y cola separable), PaK 43/1 (para el cazatanques Nashorn), PaK 43/2 (para el Ferdinand/Elefant), PaK 43/3 y 43/4 (para el Jagdpanther) y KwK 43, que equipó al tanque pesado Tiger II.

## Munición

### PzGr. 39/43 (municiónantiblindajecon cubierta balística, carga explosiva y trazadora)
- Peso del proyectil: 10,2 kg
- Velocidad de salida: 1000 m/s

Cifras de perforación contra una plancha de blindaje a 30º de la vertical
|           | Probabilidad de impacto contra un blanco de 2,5 x 2 m | Probabilidad de impacto contra un blanco de 2,5 x 2 m | Probabilidad de impacto contra un blanco de 2,5 x 2 m |
| Distancia | Perforación                                           | en entrenamiento                                      | en combate                                            |
| --------- | ----------------------------------------------------- | ----------------------------------------------------- | ----------------------------------------------------- |
| 100 m     | 202 mm                                                | 100 %                                                 | 100 %                                                 |
| 500 m     | 185 mm                                                | 100 %                                                 | 100 %                                                 |
| 1000 m    | 165 mm                                                | 100 %                                                 | 85 %                                                  |
| 1500 m    | 148 mm                                                | 95 %                                                  | 61 %                                                  |
| 2000 m    | 132 mm                                                | 85 %                                                  | 43 %                                                  |
| 2500 m    | ?                                                     | 74 %                                                  | 30 %                                                  |
| 3000 m    | ?                                                     | 61 %                                                  | 23 %                                                  |
| 3500 m    | ?                                                     | 51 %                                                  | 17 %                                                  |
| 4000 m    | ?                                                     | 42 %                                                  | 13 %                                                  |

### PzGr. 40/43 (munición antiblindaje con núcleo subcalibrado rígido detungsteno)
- Peso del proyectil: 7,3 kg
- Velocidad de salida: 1030 m/s

Cifras de perforación contra una plancha de blindaje a 30º de la vertical
|           | Probabilidad de impacto contra un blanco de 2,5 x 2 m | Probabilidad de impacto contra un blanco de 2,5 x 2 m | Probabilidad de impacto contra un blanco de 2,5 x 2 m |
| Distancia | Perforación                                           | en entrenamiento                                      | en combate                                            |
| --------- | ----------------------------------------------------- | ----------------------------------------------------- | ----------------------------------------------------- |
| 100 m     | 238 mm                                                | 100 %                                                 | 100 %                                                 |
| 500 m     | 217 mm                                                | 100 %                                                 | 100 %                                                 |
| 1000 m    | 193 mm                                                | 100 %                                                 | 89 %                                                  |
| 1500 m    | 171 mm                                                | 97 %                                                  | 66 %                                                  |
| 2000 m    | 153 mm                                                | 89 %                                                  | 47 %                                                  |
| 2500 m    | ?                                                     | 78 %                                                  | 34 %                                                  |
| 3000 m    | ?                                                     | 66 %                                                  | 25 %                                                  |

### Gr. 39/3 HL (munición dealto poder explosivo antitanque)
- Peso del proyectil: 7,65 kg
- Velocidad de salida: 600 m/s
- Penetración: 90 mm